# Hijabe

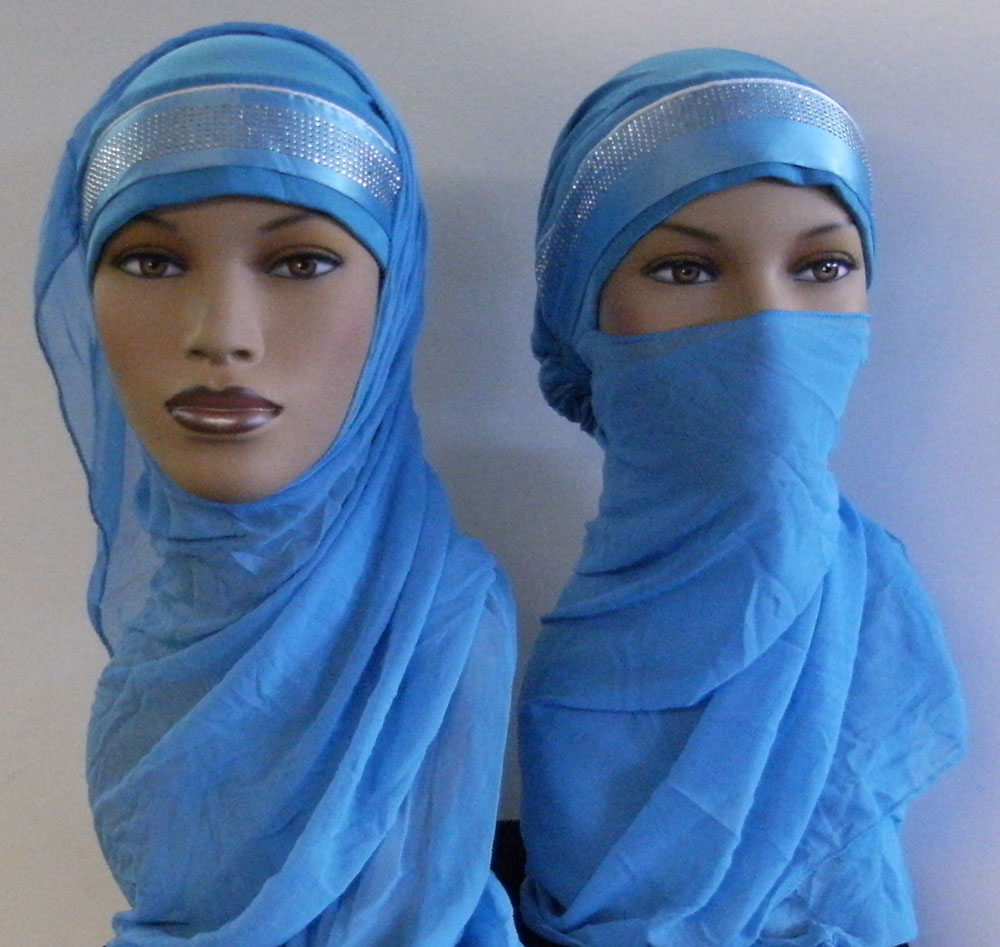
O hijab usado cobrindo ou não o rosto.

Hijabe ou hijab  (em árabe: حجاب; romaniz.: ħijāb; lit. 'cobertura'; "esconder os olhares"; pron.: [ħiˈdʒæːb]), é o conjunto de vestimentas preconizado pela doutrina islâmica. No Islã, o hijabe é o vestuário que permite a privacidade, a modéstia e a moralidade, ou ainda "o véu que separa o homem de Deus". O termo "hijab" é, por vezes, utilizado especificamente em referência às roupas femininas tradicionais do Islã, ou ao próprio véu.
O hijabe é usado pela maioria das muçulmanas que vivem em países do mundo muçulmano. A depender da escola de pensamento islâmica, o hijabe pode se traduzir na obrigatoriedade do uso da burca, que é o caso do Talibã afegão, até apenas uma admoestação para o uso do véu, como ocorre na Turquia. Na atualidade, o hijabe é obrigatório no Afeganistão e na República Islâmica do Irã, além de governos regionais noutros países, como na província Indonésia de Achém. Outros países, tanto na Europa como no mundo muçulmano, aprovaram leis proibindo o véu (ou algumas formas de véu) em público ou em certos tipos de locais. Mulheres em diferentes partes do mundo também sofreram pressões para o uso ou o não uso do véu.
A pressão do meio político-religioso pode chegar até ao assassínio, revestindo a forma de "crime de honra".

## Etimologia

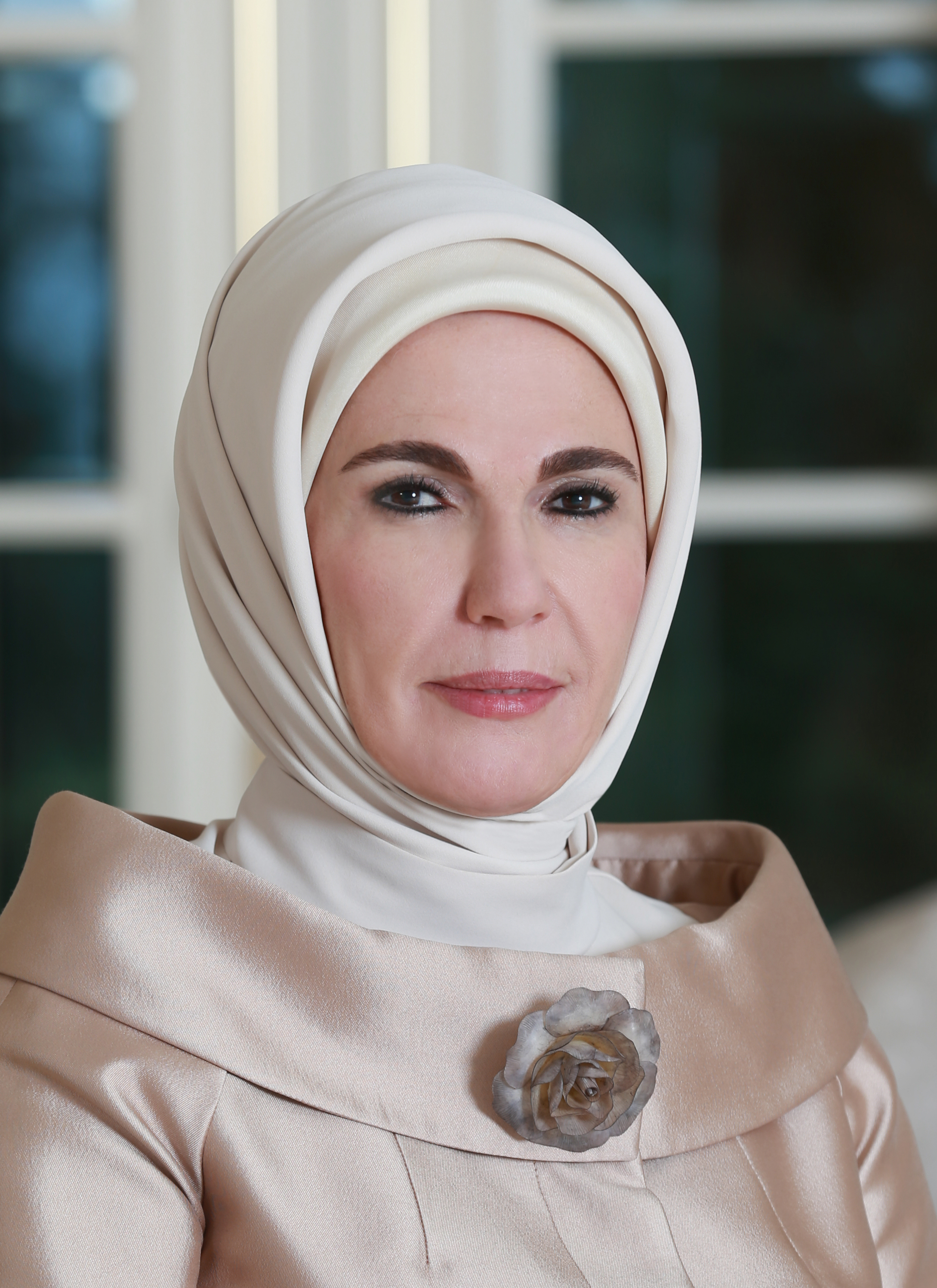
Emine Erdoğan utilizando um türban, um tipo de hijabe.

Hijab (حجاب) significa literalmente em árabe "cobertura, cortina ou biombo". A palavra vem de حجب, que significa "cobrir, proteger de estranhos". Existem dois versículos do Alcorão nos quais a questão do hijab é abordada:
| “ | …e não mostrem seus atrativos, além dos que (naturalmente) aparecem; que cubram o colo com seus véus… | ” |

| “ | Ó Profeta, dize a tuas esposas, tuas filhas e às mulheres dos fiéis que (quando saírem) se cubram com as suas mantas; isso é mais conveniente, para que distingam das demais e não sejam molestadas; sabei que Deus é Indulgente, Misericordiosíssimo. | ” |

Alá teria revelado estes versículos ao seu Mensageiro, o Profeta Maomé, ordenando a mulher crente a se cobrir com sua manta quando saísse de seu lar, de tal maneira que nenhum de seus atrativos ficasse visível; porque desta maneira sua aparência tornaria claro a todos, que ela era uma muçulmana, honrada, casta, pelo que nenhum hipócrita ousaria molestá-la.

## Uso contemporâneo

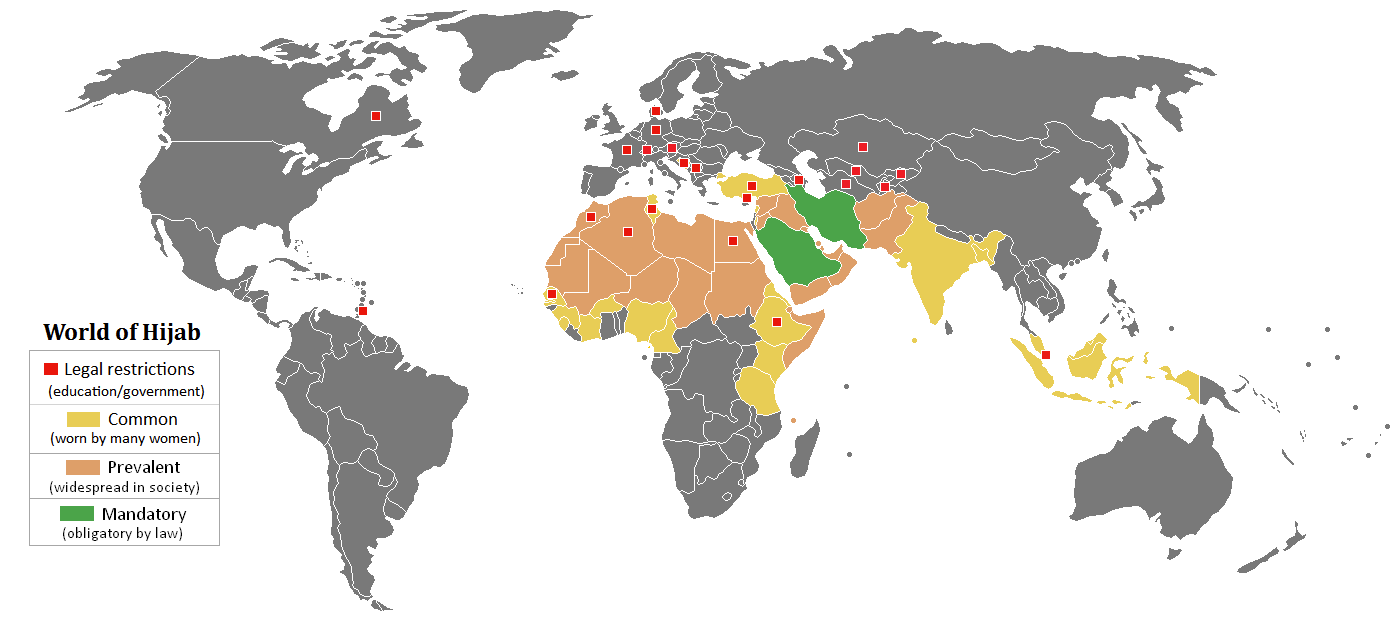
Mapa mostrando a prevalência do uso do hijabe em todo o mundo, indicando também países onde existem restrições ao seu uso.

Uma sondagem de opinião realizada em 2014 pelo Instituto de Pesquisas Sociais da Universidade de Michigan pediu aos residentes (dos dois sexos)  de sete países de maioria muçulmana (Egito, Iraque, Líbano, Tunísia, Turquia, Paquistão e Arábia Saudita) qual estilo de vestimenta de mulher é considerado o mais apropriado em público. Segundo o inquérito, o hijab foi escolhido pela maioria dos inquiridos no Egito, no Iraque, na Tunísia e na Turquia. Na Arábia Saudita, 63% deram preferência ao niqab; No Paquistão, o niqab, o chador e o hijab, receberam cerca de um terço dos votos cada um; enquanto no Líbano, metade dos inquiridos na amostra (que incluiu cristãos e drusos) optou por nenhum tipo de lenço de cabeça. As respostas no Irão foram desprezadas por terem sido fabricadas, e a Indonésia não foi objecto de inquérito, assim como algumas zonas de guerra.
No Brasil, o uso ou não do hijabe pouco preocupa muçulmanos de certas correntes. Muitas mulheres não usam o véu sequer para a celebração religiosa de sexta-feira, o dia sagrado dos muçulmanos. Elas contam que usar ou não usar o véu é uma questão pessoal, e que o mais importante não é usar ou não usar, mas o motivo que leva a mulher a querer usar.
Em julho de 2018, no Irão, Shaparak Shajarizadeh, uma das várias mulheres que se têm rebelado contra o uso obrigatório do hijab, foi condenada por esse motivo a vinte anos de prisão, fugindo do país por já não se sentir a salvo. A sua advogada, Nasrin Sotoudeh, ela própria já tendo estado presa por representar as manifestantes, considera as prisões uma "manifestação de violência contra as mulheres".
Em 13 de setembro de 2022, no Irão, a Patrulha de Orientação (Guidance Patrol) prendeu Mahsa Amini, uma jovem de 22 anos por o seu hijab não estar conforme a lei. Testemunhas oculares afirmam que ela foi espancada e a sua cabeça atirada contra a lateral de um carro da polícia. Transportada já em coma ao hospital, morreu três dias mais tarde. A sua morte desencadeou protestos violentos nas ruas de muitas cidades, e a repressão das manifestações pelas autoridades iranianas provocou já 17 mortos.

## Críticas

A modelo Bahari iBaadat usando hijab.

Valerie Tarico, psicóloga americana, afirma "para muitos muçulmanos seculares e ex-muçulmanos, o hijab não é um símbolo de liberdade. É um símbolo do fato de que as mulheres no Islã são cidadãos de segunda classe e que esse status é codificado tanto no texto sagrado como na tradição, reforçados pela cultura e pela lei".
Mesmo que não oficialmente, o seu uso é habitualmente imposto por pressão familiar ou da própria comunidade, mesmo na Europa. Faisal Saeed Al Mutar, um escritor emigrado do Iraque e actualmente a viver em Washington diz-nosː "Muitas mulheres que usam o Hijab mesmo nos países ocidentais são forçadas a usá-lo devido a uma pressão da sociedade ou de suas famílias. Eu pessoalmente conheço casos em que mulheres foram espancadas ou rejeitadas por suas famílias por se recusarem a usar o Hijab". Em 2007, por questões familiares relacionadas ao uso do hijab, Aqsa Parvez foi morta no Canadá pela sua própria família.
Na opinião da feminista Phyllis Chesler, enquanto qualquer mulher puder ser espancada, ameaçada de morte ou assassinada pela "honra" no Ocidente por se recusar a usar qualquer versão do véu Islâmico - apenas por esta razão, as democracias ocidentais deveriam considerar proibi-lo. Ela sustenta  que as mulheres têm  direito à luz do sol (e a não ter deficiência de vitamina D); direito de ver, ouvir e andar - ou nadar - com facilidade; seu direito de estar confortável, usando roupas leves; direito de ver e ser claramente identificada por outras pessoas no espaço público ou no trabalho. Segundo ela, meninas e mulheres muçulmanas foram vítimas de crimes de"honra" tanto no mundo ocidental quanto em outros lugares por se recusarem a usar o hijab ou por o usarem de maneira considerada imprópria pelos perpetradores.
Para Jane Kelly, o  hijab " mostra claramente que, para as mulheres muçulmanas a partir dos cinco anos, o gênero é o aspecto mais determinante de suas vidas. Ser feminino irá definir quem são e o que elas fazem tão decisivamente como uma deficiência profunda".
De acordo com a política francesa Hanifa Cherifi, "entre o véu (hijab) e a burqa, há apenas uma diferença de grau, não de natureza".
A antiga muçulmana, Ayaan Hirsi Ali, escreveu em seu livro Nómada sobre o véu: "(...) marca deliberadamente as mulheres como propriedade privada e restrita, não pessoas. O véu distingue as mulheres dos homens e do mundo; restringe-as, confina-as, prepara-as para a docilidade. Uma mente pode ser constrangida assim como um corpo o pode ser, e um véu muçulmano condiciona tanto sua visão quanto seu destino. É a marca de uma espécie de apartheid, não o domínio de uma raça, mas de um sexo".